# Xyrichtys
Xyrichtys – rodzaj ryb okoniokształtnych z rodziny wargaczowatych.

## Klasyfikacja
Gatunki zaliczane do tego rodzaju:
| - Xyrichtys blanchardi - Xyrichtys halsteadi - Xyrichtys incandescens - Xyrichtys koteamea - Xyrichtys martinicensis - Xyrichtys mundiceps - Xyrichtys novacula – brzytwiak atlantycki, wargacz tępogłowy - Xyrichtys pastellus | - Xyrichtys rajagopalani - Xyrichtys sanctaehelenae - Xyrichtys sciistius - Xyrichtys splendens - Xyrichtys victori - Xyrichtys wellingtoni - Xyrichtys woodi |

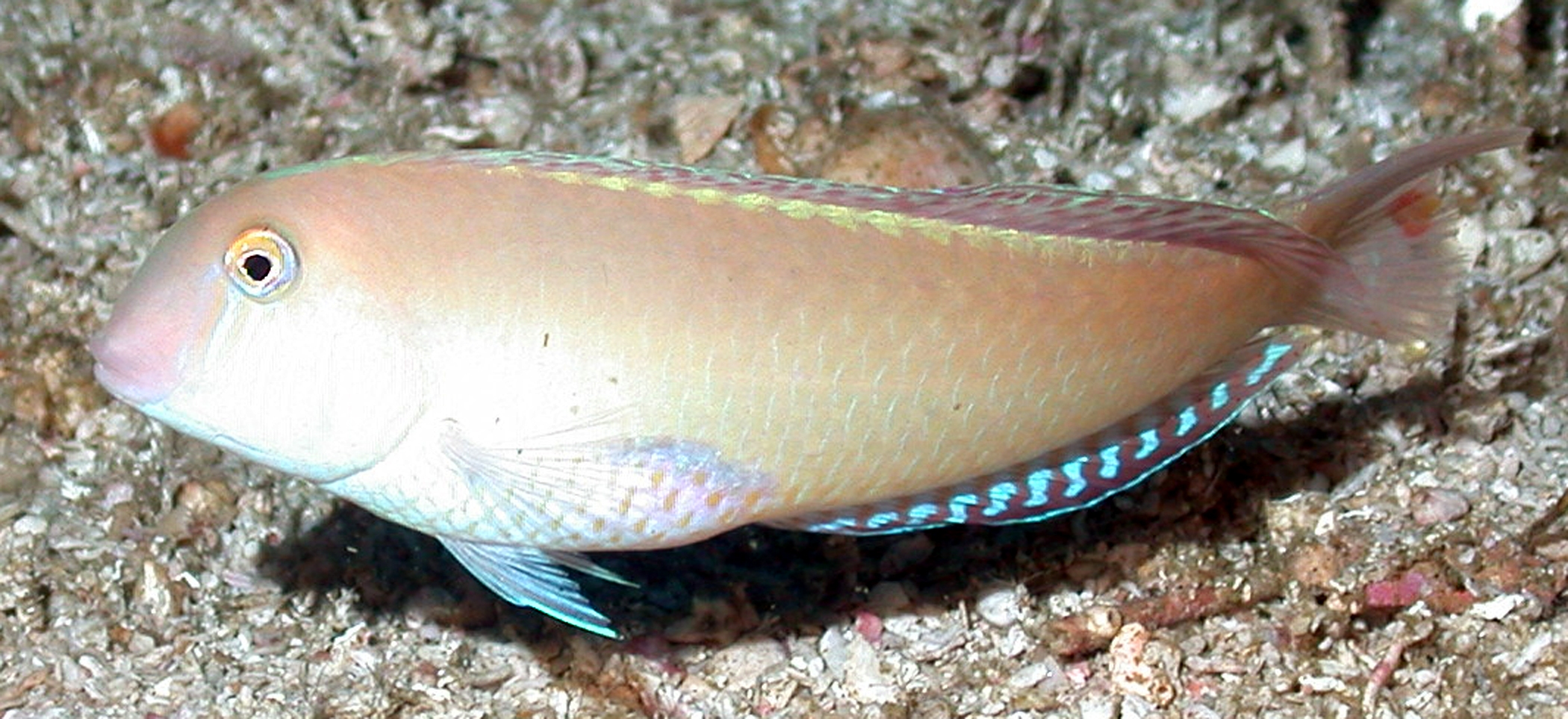
Xyrichtys novacula
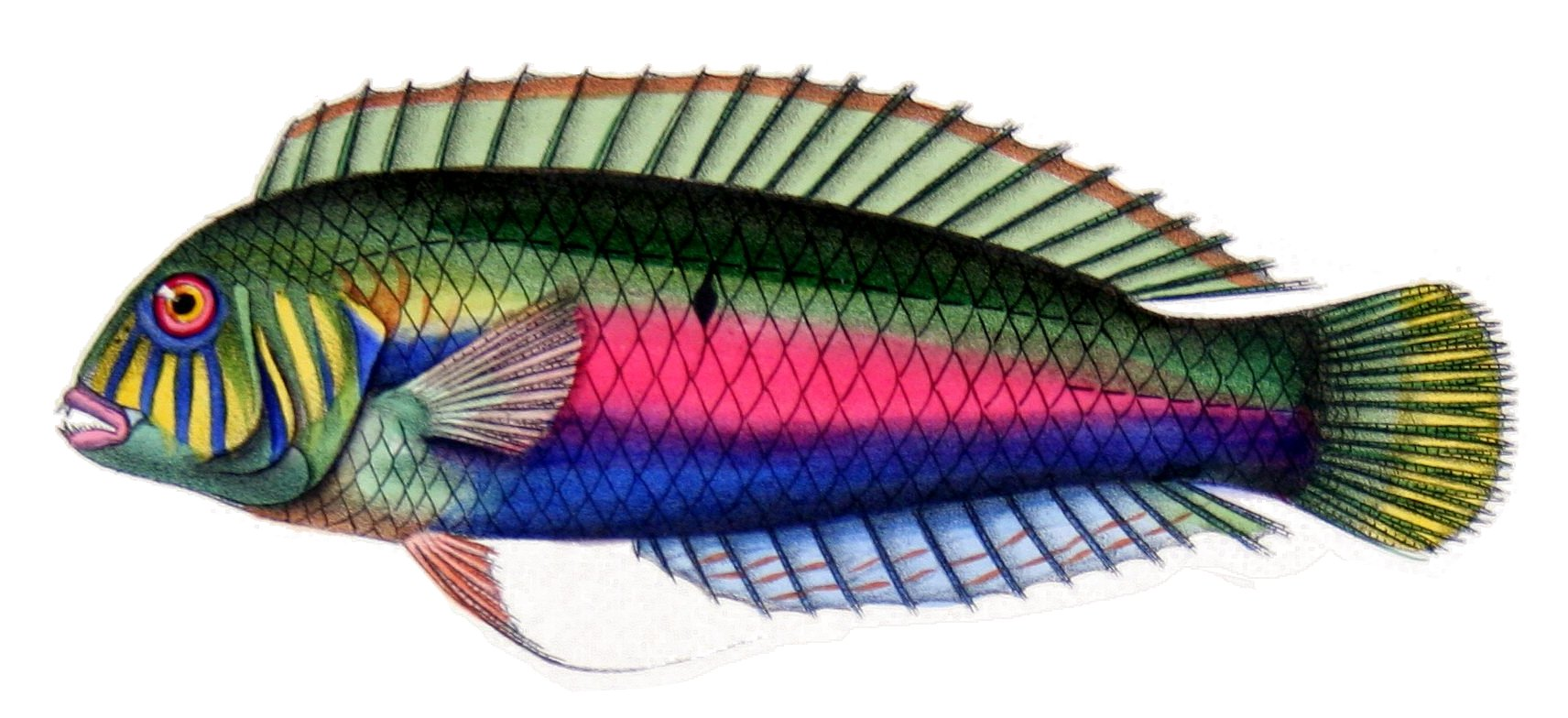
Xyrichtys splendens